# Калвері (Джорджія)
Калвері (англ. Calvary) — переписна місцевість (CDP) в США, в окрузі Грейді штату Джорджія. Населення — 129 осіб (2020).

## Географія
Калвері розташоване за координатами 30°43′6″ пн. ш. 84°21′25″ зх. д. / 30.71833° пн. ш. 84.35694° зх. д. (30.718312, -84.357079).  За даними Бюро перепису населення США в 2010 році переписна місцевість мала площу 4,07 км², з яких 3,98 км² — суходіл та 0,09 км² — водойми.

## Демографія
Згідно з переписом 2010 року, у переписній місцевості мешкала 161 особа в 67 домогосподарствах у складі 44 родин. Густота населення становила 40 осіб/км².  Було 85 помешкань (21/км²).
Расовий склад населення:
| - 78,9 % — білих - 8,7 % — чорних або афроамериканців - 0,6 % — корінних американців - 10,6 % — осіб інших рас |

До двох чи більше рас належало 1,2 %. Частка іспаномовних становила 13,0 % від усіх жителів.
За віковим діапазоном населення розподілялося таким чином: 23,6 % — особи молодші 18 років, 57,8 % — особи у віці 18—64 років, 18,6 % — особи у віці 65 років та старші. Медіана віку мешканця становила 42,8 року. На 100 осіб жіночої статі у переписній місцевості припадало 103,8 чоловіків;  на 100 жінок у віці від 18 років та старших — 92,2 чоловіків також старших 18 років.
Середній дохід на одне домашнє господарство  становив 70 341 долар США (медіана — 67 125), а середній дохід на одну сім'ю — 81 713 долари (медіана — 83 125). За межею бідності перебувало 6,2 % осіб, у тому числі 0,0 % дітей у віці до 18 років та 0,0 % осіб у віці 65 років та старших.
Цивільне працевлаштоване населення становило 47 осіб. Основні галузі зайнятості: роздрібна торгівля — 42,6 %, виробництво — 23,4 %, публічна адміністрація — 21,3 %.